# Fruktoza
Fruktoza, cukier owocowy (z łac. fructus, owoc) – organiczny związek chemiczny z grupy ketoz. W stanie wolnym występuje naturalnie w owocach, miodzie, nektarze kwiatów i spermie ssaków. Reszty fruktozy wchodzą w skład szeregu di-, oligo- i polisacharydów, np. sacharozy (glukoza + fruktoza), rafinozy (glukoza + fruktoza + galaktoza) lub inuliny.
W temperaturze pokojowej jest białą substancją krystaliczną. Temperatura topnienia to około 100 °C. Fruktoza charakteryzuje się słodkim smakiem (jest nieco słodsza od sacharozy i znacznie słodsza od glukozy) oraz dobrą rozpuszczalnością w wodzie.
W wyniku fermentacji ulega przemianie do etanolu.
Fruktoza jest nieprzydatna organizmowi podczas wysiłku fizycznego, ponieważ jest znacznie wolniej wchłaniana z krwi niż glukoza. Znaczne ilości fruktozy mogą powodować biegunkę i bóle żołądkowo-jelitowe. W spermie fruktoza jest głównym substratem energetycznym plemników w procesie oddychania beztlenowego. Powoduje też wyraźne podniesienie poziomu trójglicerydów we krwi.
Fruktoza charakteryzuje się największą słodkością spośród węglowodanów najczęściej stosowanych do słodzenia.

## Źródła fruktozy
Organizm ludzki nie tworzy fruktozy. Szacuje się, że fruktoza w diecie człowieka stanowi ok. 1/3 wszystkich spożywanych cukrów.
Głównym źródłem fruktozy w diecie jest sacharoza, czyli cukier spożywczy oraz syrop kukurydziany. W formie wolnej występuje głównie w owocach (1–8%) i miodzie (około 38%).

## Wpływ na zdrowie
Niektóre badania wskazują na zmiany w metabolizmie powodowane przez fruktozę, co ma przyczyniać się do otyłości. Istnieje jednak pogląd, że takie stwierdzenia to nadinterpretacja wyników badań, m.in. z powodu, że badane zwierzęta były karmione dużymi ilościami czystej fruktozy. Taka sytuacja nie występuje w normalnej diecie zwierząt, w tym ludzi. Ci sami naukowcy stwierdzają, że przyczyną otyłości nie jest fruktoza, a nadmierne spożycie napojów nią słodzonych.
Jednakże szereg kolejnych badań zdaje się potwierdzać negatywne skutki spożywania fruktozy. Wskazują one na to, że aktywuje ona ośrodki nagrody w ludzkim mózgu, nie zapewniając przy tym uczucia sytości. Glukoza gasi łaknienie na ok. 2–3 godziny, fruktoza nigdy, ponieważ w odróżnieniu od glukozy nie hamuje aktywności podwzgórza. Wątroba w odpowiedzi na fruktozę produkuje większe ilości trójglicerydów, sprzyjając w ten sposób chorobom układu sercowo-naczyniowego, insulinooporności, cukrzycy, nadwadze i otyłości. Fruktoza z uwagi na znacznie wolniejsze wchłanianie się z krwi niż glukoza nie jest wykorzystywana podczas wysiłku fizycznego, natomiast nadmiar fruktozy jest przekształcany w tkankę tłuszczową.
Uważa się, że fruktoza występująca w sposób naturalny w owocach nie jest szkodliwa dla zdrowia, wynika to z innych właściwości owoców w stosunku do żywności przetworzonej i wysoko przetworzonej, mianowicie owoce mają przeważnie niską gęstość energetyczną, zawierają błonnik, różne rodzaje witamin, soli mineralnych oraz inne naturalne substancje bioaktywne, które spożywane regularnie korzystnie wpływają na zdrowie.

### Zastosowanie fruktozy
Fruktoza w przemyśle wykorzystywana jest jako konserwant i substancja słodząca:
- w przemyśle spożywczym jest szeroko stosowana jako substytut cukru w postaci krystalicznej, jak i syropów np. syrop fruktozowy, syrop glukozowo-fruktozowy, syrop fruktozowo-glukozowy, syrop z agawy
- jako substrat w przemyśle farmaceutycznym
- fruktoza zawarta jedynie w spożywanych z umiarem owocach[13] jest zalecana dla diabetyków jako substytut sacharozy ze względu na wysoką słodkość przy stosunkowo niskim indeksie glikemicznym wynoszącym ok. 20[14].

## Metabolizm fruktozy
Metabolizm fruktozy przebiega inaczej w mięśniach i tkance tłuszczowej, a inaczej w wątrobie:
- W mięśniach i tkance tłuszczowej fruktoza jest fosforylowana przez heksokinazę i przekształca się we fruktozo-6-fosforan, który następnie wchodzi do glikolizy.
- W wątrobie najpierw następuje przekształcenie fruktozy we fruktozo-1-fosforan przez fruktokinazę. Następnie aldolaza fruktozo-1-fosforanu rozszczepia fruktozo-1-fosforan na fosfodihydroksyaceton i aldehyd glicerynowy. Fosfodihydroksyaceton wchodzi do glikolizy dzięki reakcji katalizowanej przez izomerazę triozofosforanową, a aldehyd glicerynowy przekształca się (przez kinazę specyficzną dla trioz) w aldehyd 3-fosfoglicerynowy i również przechodzi do glikolizy.

## Szkodliwość fruktozy
Nadmiar fruktozy w diecie jest szkodliwy, bowiem:
- prowadzi do niealkoholowego stłuszczenia wątroby[7][16]
- wpływa na wzrost produkcji kwasu moczowego, a w konsekwencji w dłuższym czasie może dojść do wystąpienia dny moczanowej, kamieni nerkowych, zaognienia choroby nadciśnieniowej[7]
- sprzyja otyłości przez zmniejszenie wrażliwości komórek na leptynę[7] przy jednoczesnym zwiększeniu wydzielania greliny[6]
- sprzyja otyłości i cukrzycy typu 2 przez zmniejszenie wrażliwości komórek na insulinę[7][16]
- sprzyja i zaostrza czynniki zespołu metabolicznego zwiększając ryzyko chorób sercowo-naczyniowych[7]
- przy braku enzymu szlaku metabolizmu fruktozy – ketoheksokinazy dochodzi do łagodnej fruktozurii
- w przypadku braku enzymu aldolazy B rozkładającego fruktozo-1-fosforan do fosfodihydroksyacetonu i aldehydu glicerynowego dochodzi do nietolerancji fruktozy